# Augustin Guillaume Hochet
Augustin Guillaume Hochet est un homme politique français né le 18 février 1751 à Manneville-es-Plains (Seine-Maritime) et décédé dans la même commune le 12 avril 1829.
Cultivateur avant la Révolution, il est juge de paix en 1790 et député de la Seine-Inférieure de 1791 à 1792, siégeant dans la majorité. Il reprend ses fonctions de juge de paix en 1801 à Saint-Valery-en-Caux.

## Sources
- « Augustin Guillaume Hochet », dans Adolphe Robert et Gaston Cougny, Dictionnaire des parlementaires français, Edgar Bourloton, 1889-1891 [détail de l’édition]